# Pień (województwo podkarpackie)
Pień – wieś w Polsce, położona w województwie podkarpackim, w powiecie mieleckim, w gminie Radomyśl Wielki.
| SIMC    | Nazwa       | Rodzaj    |
| ------- | ----------- | --------- |
| 0828450 | Koło Szkoły | część wsi |

W latach 1975–1998 miejscowość położona była w województwie tarnowskim.
Najmniejsza miejscowość w gminie, założona przy tzw. trakcie krakowskim w XVI wieku. Od początku swego istnienia związana ze Zgórskiem. Pień przynależy do tamtejszej parafii św. Mikołaja należącej do dekanatu Radomyśl Wielki.
Od roku 1909 we wsi istniała szkoła. W roku 1972 wybudowano dla jej potrzeb nowy budynek. Niż demograficzny sprawił, że od roku 2000 do szkoły chodziły dzieci z klas 0 i I-III. Starsze dzieci dowożono do Partyni. Z dniem 1 września 2004 r. szkoła podstawowa w Pniu zaprzestała działalności. Obecnie znajduje się tam ośrodek rewalidacyjno-wychowawczy dla osób niepełnosprawnych.